# Англо-занзібарська війна
А́нгло-занзіба́рська війна́ відбувалася між Великою Британією і Занзібаром 27 серпня 1896 року. Війна тривала лише 38 хвилин і увійшла до книги рекордів Гіннесса, як найкоротша війна в історії.

## Передумови
25 серпня 1896 року помер занзібарський султан Хамад ібн Тувайні, який охоче співпрацював із британською колоніальною адміністрацією. Відразу після смерті султана його племінник Халід ібн Баргаш, який був найімовірнішим претендентом на престол згідно з місцевою традицією і користувався підтримкою основних політичних сил острову, захопив султанський палац і проголосив себе султаном. Але британці хотіли бачити на султанському престолі Хамуда ібн Мухаммада, з котрим, як вони вважали, буде легше вести справи. Вони висунули Баргашеві ультиматум, вимагаючи від нього зректися престолу. Ібн Баргаш не погодився і натомість зібрав військо, яке налічувало понад 2800 бійців; у його розпорядженні також була озброєна яхта «Глазго» померлого султана, яка стояла на якорі в гавані. Поки війська Баргаша укріплювали палац, британці розмістили біля гавані перед палацом п'ять бойових кораблів (три крейсери й два канонерських човни) і висадили десант морських піхотинців, які мали підтримувати лояльне тубільне військо чисельністю 900 бійців під орудою генерала Ллойда Метьюза.

## Бойові дії
Попри пропозиції султана почати мирні переговори за посередництва американського представника на острові, британські кораблі відкрили вогонь по палацу о дев'ятій годині ранку, відразу після закінчення терміну ультиматуму. «Глазго» майже відразу була потоплена. Баргаш, бачучи, як руйнується його палац і гинуть його люди, поспіхом відступив до німецького консульства, де йому було надано притулок. Захисники султанського палацу теж розбіглися, тож навіть опустити прапор над ним було нікому — британці просто збили щоглу влучним пострілом. Це сталося на 38 хвилині війни. За «найдовшою» версією вогонь було припинено через 45 хвилин після початку обстрілу.
Британці вимагали від німців видачі колишнього султана, але 2 жовтня той утік морем на материк. Він жив у Дар-ес-Саламі у вигнанні до 1916 року, коли під час Першої світової війни британці здобули контроль над Німецькою Східною Африкою і заарештували його. Згодом йому було дозволено оселитися у Момбасі, де він і помер у 1927 році.
Попри короткочасність, ця війна була досить кривавою: загинуло понад 500 захисників султанського палацу. із британського боку постраждав один матрос (гармата, що її вдалося дістати султану, таки спромоглася кілька разів вистрілити).

## Тривалість
Війна тривала трохи понад півгодини та увійшла до історії як найкоротша із задокументованих воєн. Різні джерела подають різні тривалості війни, як-от 38, 40 та 45 хвилин, проте 38-хвилинна версія є найбільш поширеною. Існування цих версій базується на різних визначеннях — що можна назвати початком війни? Деякі джерела подають за початок наказ про відкриття вогню о 09:00, натомість інші подають час початку самого обстрілу о 09:02. Кінцем війни встановлено час 09:37, коли було здійснено останні постріли, проте частина джерел подає за кінець 09:45.